# Сапега, Николай Михайлович
Николай Михайлович Сапега (ум. до 13 августа 1611) — государственный и военный деятель Великого княжества Литовского, дворянин господарский (1574), подкоморий гродненский (1582), кухмистр великий литовский (1589—1611).

## Биография
Представитель ружанской линии литовского магнатского рода Сапег герба «Лис». Сын дворянина господарского Михаила Ивановича Сапеги (ум. после 1554) и Марии Быстрейской. Брат — подкоморий гродненский Лев Сапега (ум. 1610).
Участвовал в Ливонской войне с Русским государством в 1567, 1579—1581 годах. В 1574 году Николай Сапега упоминается в должности дворянина господарского. В 1576 году поддержал избрание трансильванского князя Стефана Батория на польско-литовский королевский престол. В 1582 году получил должность подкомория гродненского. В 1587 году на элекционном сейме поддержал кандидатуру шведского принца Сигизмунда Вазы на престол.
В 1589 году Николай Сапега получил должность кухмистра великого литовского. Избирался послом на сеймы в 1589, 1595, 1600 и 1603 годах, а также депутатом в Литовский Трибунал в 1590, 1596 и 1601 годах.

## Семья
Был женат на княжне Богдане Юрьевне Мосальской (ум. после 1624), от брака с которой имел трёх сыновей и трёх дочерей:
- Ян Доминик Сапега (ум. после 1622), королевский покоевый дворянин (1606), секретарь королевский (1611)
- Николай Сапега (ум. после 1638), дворянин господарский
- Фредерик Сапега (ум. 1650), дворянин господарский (1611), подкоморий витебский (1620), воевода мстиславский (1647)
- Елена Сапега, 1-й муж староста рогачёвский Роман Волович, 2-й муж хорунжий лидский Якуб Кунцевич
- Катерина Сапега, жена подкомория волковысского Андрея Тризны
- Марианна Сапега, жена подкомория вилькомирского Ежи Коморовского